# گردوی استرالیایی
گردوی استرالیایی (نام علمی: Juglans australis) نام یک گونه از سرده گردو است.